# Haidling (Schnaittach)
Haidling ist ein Gemeindeteil des Marktes Schnaittach im Landkreis Nürnberger Land (Mittelfranken, Bayern). Die Gemarkung Haidling hat eine Fläche von 2,540 km². Sie ist in 347 Flurstücke aufgeteilt, die eine durchschnittliche Flurstücksfläche von 7319,99 m² haben. In ihr liegt neben dem namensgebenden Ort der Gemeindeteil Frohnhof.

## Lage
Das Dorf zählt etwa 25 landwirtschaftliche Gebäude und Wohnhäuser und liegt im Tal des Osternoher Baches, der oberhalb des Dorfes entspringt. Unmittelbar westlich befindet sich der Altenberg (555 m ü. NHN) und im Osten die Osternoher Höhe (590 m ü. NHN), beides Erhebungen der Hersbrucker Alb. Eine Gemeindeverbindungsstraße führt nach Osternohe zur Kreisstraße LAU 10 (1,1 km südwestlich) bzw. nach Hormersdorf (2,8 km nordöstlich).

## Geschichte
Der Ortsname Haidling bedeutet zu den Leuten eines Heidilo. Die Endung -ing lässt darauf schließen, dass es ein sehr alter Ort sein muss.
Mit dem Gemeindeedikt wurde Haidling 1808 dem Steuerdistrikt Osternohe und der Ruralgemeinde Osternohe zugewiesen. Mit dem Zweiten Gemeindeedikt (1818) entstand die Ruralgemeinde Haidling, zu der Entmersberg, Frohnhof, Götzlesberg und Reingrub gehörten. Sie unterstand in Verwaltung und Gerichtsbarkeit dem Landgericht Lauf. 1857 wurde die Gemeinde aufgelöst: Götzlesberg und Reingrub wurden nach Hormersdorf eingegliedert, Frohnhof und Haidling nach Osternohe und Entmersberg nach Algersdorf. Im Zuge der Gebietsreform in Bayern wurde Haidling am 1. Juli 1971 nach Schnaittach eingemeindet.